# Herbstball
Herbstball ist ein Theaterstück des Autors Stefan Dähnert. Es wurde am 25. Oktober 1986 sowohl am Schauspiel Köln von Horst Siede als auch an den Wuppertaler Bühnen unter der Regie von Barbara Bilabel uraufgeführt. Der Spiegel schrieb damals vom ersten Theaterstück aus dem Innenleben der Bundeswehr.

## Handlung
Herbstball spielt im Offizierskasino einer Bundeswehr-Garnison in der Eifel, wo eine offizielle Gesellschaft das Ende eines Herbstmanövers feiert. Als die illustre Gesellschaft von einer angeblichen Fahnenflucht erfährt, ereifert man sich kollektiv an der Suche des Flüchtigen.